# Libië op de Olympische Zomerspelen 2008
Libië nam deel aan de Olympische Zomerspelen 2008 in Peking, China.
Libië debuteerde op de Zomerspelen in 1964 en deed in 2008 voor de negende keer mee. Net als bij de acht voorgaande deelnames won Libië geen medaille.

## Deelnemers en resultaten

### Atletiek
| Olympiër             | Discipline   | Resultaat | Prestatie               |
| -------------------- | ------------ | --------- | ----------------------- |
| Ali Mabrouk El Zaidi | marathon (m) | DNF       | niet gefinisht          |
|                      |              |           |                         |
| Ghada Ali            | 400m (v)     | 50e       | serie 4: 7de in 1.06,19 |

### Judo
| Olympiër          | Discipline | Resultaat | Prestatie                          |
| ----------------- | ---------- | --------- | ---------------------------------- |
| Mohamed Ben Saleh | -100kg (m) | 21e       | 1ste ronde: V van HUN Hadfi: ippon |

### Wielersport
| Olympiër       | Discipline       | Resultaat | Prestatie      |
| -------------- | ---------------- | --------- | -------------- |
| Ahmed Belgasim | wegwedstrijd (m) | DNF       | niet gefinisht |

### Taekwondo
| Olympiër       | Discipline | Resultaat | Prestatie                                   |
| -------------- | ---------- | --------- | ------------------------------------------- |
| Ezzideen Tlish | -68kg (m)  | 11e       | voorronde: V van UZB Kim: gediskwalificeerd |

### Zwemmen
| Olympiër       | Discipline          | Resultaat | Prestatie                |
| -------------- | ------------------- | --------- | ------------------------ |
| Sofyan El Gadi | 100m vrije slag (m) | 64e       | serie 1: 3de in 57,89    |
|                |                     |           |                          |
| Asmahan Farhat | 100m vrije slag (v) | 47e       | serie 1: 1ste in 1.21,68 |

Afghanistan · Albanië · Algerije · Amerikaanse Maagdeneilanden · Amerikaans-Samoa · Andorra · Angola · Antigua en Barbuda · Argentinië · Armenië · Aruba · Australië · Azerbeidzjan · Bahama's · Bahrein · Bangladesh · Barbados · België · Belize · Benin · Bermuda · Bhutan · Bolivia · Bosnië en Herzegovina · Botswana · Brazilië · Britse Maagdeneilanden · Bulgarije · Burkina Faso · Burundi · Cambodja · Canada · Centraal-Afrikaanse Republiek · Chili · China · Chinees Taipei · Colombia · Comoren · Congo-Brazzaville · Congo-Kinshasa · Cookeilanden · Costa Rica · Cuba · Cyprus · Denemarken · Djibouti · Dominica · Dominicaanse Republiek · Duitsland · Ecuador · Egypte · El Salvador · Equatoriaal-Guinea · Eritrea · Estland · Ethiopië · Fiji · Filipijnen · Finland · Frankrijk · Gabon · Gambia · Georgië · Ghana · Grenada · Griekenland · Groot-Brittannië · Guam · Guatemala · Guinee · Guinee‑Bissau · Guyana · Haïti · Honduras · Hongarije · Hongkong · Ierland · IJsland · India · Indonesië · Irak · Iran · Israël · Italië · Ivoorkust · Jamaica · Japan · Jemen · Jordanië · Kaaimaneilanden · Kaapverdië · Kameroen · Kazachstan · Kenia · Kirgizië · Kiribati · Koeweit · Kroatië · Laos · Lesotho · Letland · Libanon · Liberia · Libië · Liechtenstein · Litouwen · Luxemburg · Macedonië · Madagaskar · Malawi · Malediven · Maleisië · Mali · Malta · Marshalleilanden · Marokko · Mauritanië · Mauritius · Mexico · Micronesië · Moldavië · Monaco · Mongolië · Montenegro · Mozambique · Myanmar · Namibië · Nauru · Nederland · Nederlandse Antillen · Nepal · Nicaragua · Nieuw-Zeeland · Niger · Nigeria · Noord-Korea · Noorwegen · Oeganda · Oekraïne · Oezbekistan · Oman · Oostenrijk · Oost‑Timor · Pakistan · Palau · Palestina · Panama · Papoea-Nieuw-Guinea · Paraguay · Peru · Polen · Portugal · Puerto Rico · Qatar · Roemenië · Rusland · Rwanda · Saint Kitts en Nevis · Saint Lucia · Saint Vincent en Grenadines · Salomonseilanden · Samoa · San Marino · Sao Tomé en Principe · Saoedi-Arabië · Senegal · Servië · Seychellen · Sierra Leone · Singapore · Slovenië · Slowakije · Soedan · Somalië · Spanje · Sri Lanka · Suriname · Swaziland · Syrië · Tadzjikistan · Tanzania · Thailand · Togo · Tonga · Trinidad en Tobago · Tsjaad · Tsjechië · Tunesië · Turkije · Turkmenistan · Tuvalu · Uruguay · Vanuatu · Venezuela · Verenigde Arabische Emiraten · Verenigde Staten · Vietnam · Wit-Rusland · Zambia · Zimbabwe · Zuid-Afrika · Zuid-Korea · Zweden · Zwitserland
Uitgesloten van deelname: Brunei